# Tishun
Der Tishun (Tisun) ist ein kleiner Wasserlauf im osttimoresischen Suco Leohito (Gemeinde Bobonaro). Seine Zuläufe kommen (teils temporär in der Regenzeit) aus den Aldeias Mohak und Rai Ulun. Auf seinem Weg von West nach Ost passiert er Leohitos Hauptort Mohak 1. Kurz darauf ergießt er sich in den Tishun-Wasserfall (Lage).
Im Osten mündet der Tishun schließlich in den Talau, dem Grenzfluss zu Indonesien.